# 内平增四
天貓座42，又名BD+40 2232，HD 83287、SAO 42958、HR 3829，是天貓座的一颗恒星，视星等为5.25，位于銀經181.86，銀緯48.31，其B1900.0坐标为赤經9h 32m 7.2s，赤緯+40° 48.31′ 20″。